# 優勝旗手
優勝旗手（ゆうしょうきしゅ）とは、大相撲でかつて行われていた東西対抗優勝制度のなかで行われた表彰の一つである。

## 概要
明治42年6月、国技館が完成して、晴雨にかかわらず相撲興行が行えるようになった。このとき、協会は東西制と呼ばれる新しい優勝制度を設けた。それは、番付の幕内東西それぞれに属する力士の勝ち星を合計して、多いほうを優勝とし、翌場所の番付を東に配置するというものである。その時、優勝旗を制定し、表彰のときに、優勝した片屋の関脇以下の最高成績力士を旗手として、優勝旗を授与することとしたのである。なお、同点者がいる場合は当時の優勝制度と同様に番付上位優先となった。十両以下は系統別総当たりで、番付の東西も関係がないので、この制度は適用されなかった。
この制度は好評を博し、優勝旗手は栄誉ある立場として、周囲から評価された。この制度は、昭和7年の春秋園事件の結果、幕内力士が大量脱退したために取組編成が困難になったために廃止されたが、出羽海部屋の力士が多くなり、再び取組が不公平になったので、昭和15年1月春場所から再び実施された。しかし、総当たり制を経験した観客の中には、好取組が減少したことを残念がる声もでた。また、バランスをとるために、出羽一門以外の上位力士を頻繁に入れ替えをしたことも、この時期の東西対抗の興味をそぐことにもなった。特に前田山英五郎と照國万蔵がその犠牲になった(ただし両者ともそれを突破して横綱になっている)。また高砂一門等においては一門分断(同じ一門の力士が東西に振り分けられる)も起きた。ただし分断が発生しても東西制廃止以降も存続した「同門対戦せず」により一門内での対戦は組まれなかった。戦後の相撲人気回復のために、系統別総当たり制を導入することとなったので、昭和22年6月夏場所を最後に廃止された。ちなみに、最初の旗手は高見山酉之助、最後の旗手は力道山光浩であった。
現在では優勝パレードにおいて優勝旗を持つ力士を旗手と呼ぶことがあるが、この制度とは無関係である。
優勝旗手をめぐる記録
- 複数回の旗手経験者
  - 玉錦三右エ門　5回
  - 源氏山大五郎　4回
  - 大ノ里萬助　3回
  - 大錦卯一郎　2回
  - 大潮又吉　2回
  - 両國勇治郎　2回
  - 阿蘇ヶ嶽寅吉　2回
  - 大蛇山酉之助　2回
  - 朝潮供次郎　2回
  - 天竜三郎　2回
  - 照國万蔵　2回
  - 輝昇勝彦　2回
- 優勝しても旗手になれなかった者（優勝した片屋に属していなかったことなどによる）
  - 鶴ヶ濱増太郎（大正11年春場所）
  - 山錦善治郎（昭和5年夏場所=この場所は東西が同点で優勝旗は協会預かりとなった）
  - 武蔵山武（昭和6年夏場所）